# Погореловское сельское поселение (Рязанская область)
Погореловское се́льское поселе́ние — муниципальное образование в Пронском районе Рязанской области Российской Федерации.
Административный центр — посёлок Погореловский.

## История
Статус и границы сельского поселения установлены Законом Рязанской области от 7 октября 2004 года № 89-ОЗ «О наделении муниципального образования Пронский район статусом муниципального района, об установлении его границ и границ муниципальных образований, входящих в его состав»

## Население
| 2010  | 2012  | 2013  | 2014  | 2015  | 2016  | 2017  |
| ----- | ----- | ----- | ----- | ----- | ----- | ----- |
| 2398  | ↗2419 | ↘2330 | ↗2372 | ↘2358 | ↘2294 | ↘2259 |
| 2018  | 2019  | 2020  | 2021  |       |       |       |
| ↘2183 | ↘2143 | ↘2096 | ↗2515 |       |       |       |

## Состав сельского поселения
| №  | Населённый пункт      | Тип населённого пункта          | Население |
| -- | --------------------- | ------------------------------- | --------- |
| 1  | Бакланово             | деревня                         | 112       |
| 2  | Береговая Погореловка | село                            | ↗499      |
| 3  | Большое Село          | село                            | ↘71       |
| 4  | Верхнее Салыково      | деревня                         | 0         |
| 5  | Гниломедово           | деревня                         | ↘40       |
| 6  | Денисово              | деревня                         | 150       |
| 7  | Дубовое               | деревня                         | 10        |
| 8  | Елизаветино           | деревня                         | 5         |
| 9  | Ивашково              | деревня                         | 12        |
| 10 | Кисьва                | село                            | ↘393      |
| 11 | Ланинка               | деревня                         | 18        |
| 12 | Маклаково             | село                            | ↘621      |
| 13 | Мосток                | деревня                         | 2         |
| 14 | Панкино               | село                            | ↘9        |
| 15 | Петровка              | село                            | 5         |
| 16 | Погореловский         | посёлок, административный центр | 393       |
| 17 | Ржавск                | деревня                         | 0         |
| 18 | Скучаловка            | деревня                         | 27        |
| 19 | Студенец              | деревня                         | ↘0        |
| 20 | Терновая Погореловка  | деревня                         | 27        |
| 21 | Хохлаво               | деревня                         | 4         |